# هیلکو ریستاو
هیلکو ریستاو (انگلیسی: Hilko Ristau؛ زادهٔ ۲۴ آوریل ۱۹۷۴) بازیکن فوتبال اهل آلمان است.
از باشگاه‌هایی که در آن بازی کرده‌است می‌توان به باشگاه فوتبال زاربروکن، باشگاه فوتبال بوخوم، و باشگاه فوتبال روت‌وایس اسن اشاره کرد.